# دومينيك شتولتس
دومينيك شتولتس (بالألمانية: Dominik Stolz)‏ هو لاعب كرة قدم ألماني في مركز الوسط، ولد في 4 مايو 1990 في نوينديتيلسآو في ألمانيا. لعب مع SpVgg Ansbach ‏.

## وصلات خارجية
- دومينيك شتولتس على موقع قاعدة بيانات كرة القدم.إي يو (الإنجليزية)
- دومينيك شتولتس على موقع Soccerway.com (الإنجليزية)
- دومينيك شتولتس على موقع عالم كرة القدم.نت (الإنجليزية)